# Sarah Alexander
Pour les articles homonymes, voir Alexander.
Sarah Alexander est une actrice anglaise née le 3 janvier 1971 à Hammersmith (Royaume-Uni).

## Filmographie

### Au cinéma
- 1993 : Piccolo grande amore : Ursula
- 1994 : Seaview Knights : Jackie
- 1999 : Pinocchio et Gepetto (The New Adventures of Pinocchio) : Felinet
- 2000 : Going Off Big Time : Stacey Bannerman
- 2001 : Le Journal de Bridget Jones (Bridget Jones's Diary) : Daniel Cleaver lover
- 2005 : Harry : Kay
- 2007 : Trop jeune pour elle : Jeannie
- 2007 : Stardust, le mystère de l'étoile

### À la télévision
- 1990 : Kappatoo (série télévisée) : Melanie
- 1993 : You Me + It (téléfilm) : Emma
- 1994 : Red Dwarf : Queen of Camelot
- 1997 : Armstrong and Miller (série télévisée) : plusieurs rôles
- 1997-1998 : Alas Smith & Jones (série télévisée) : plusieurs rôles
- 1999 : Tilly Trotter (téléfilm) : Lady Agnes Myton
- 1999 : Smack the Pony (téléfilm)
- 2000 : Summer in the Suburbs (téléfilm) : Maisie
- 2000 : The Strangerers (série télévisée) : Rina
- 2000 : Six Sexy (Coupling) (série télévisée) : Susan Walker
- 2000 : Inspecteur Barnaby : Garden of Death
- 2001 : Comic Relief: Say Pants to Poverty (téléfilm) : segment Popsters
- 2003 : Comic Relief 2003: The Big Hair Do (téléfilm) : Lovely Liza Goddard (Blankety Blank sketch)
- 2004 : Coup de cœur, coup de foudre (Perfect Strangers) (téléfilm) : Alix Mason
- 2004 : Green Wing (téléfilm) : Dr Angela Hunter (VF : Claire Beaudoin)
- 2004 : La Pire Semaine de ma vie (The Worst Week of My Life) (téléfilm) : Mel Steel
- 2008 : Mutual Friends (en) (mini-série) : Liz
- 2012 : Me & Mrs Jones